# Кадилак (Мичиген)
Кадилак (Мичиген) (енгл. Cadillac) град је у америчкој савезној држави Мичиген. По попису становништва из 2010. у њему је живело 10.355 становника.

## Демографија
Према попису становништва из 2010. у граду је живело 10.355 становника, што је 355 (3,6%) становника више него 2000. године.
| Група             | 2000.         | 2010.         |
| Белци             | 9.593 (95,9%) | 9.782 (94,5%) |
| Афроамериканци    | 21 (0,2%)     | 53 (0,5%)     |
| Азијати           | 63 (0,6%)     | 106 (1,0%)    |
| Хиспаноамериканци | 118 (1,2%)    | 185 (1,8%)    |
| Укупно            | 10.000        | 10.355        |